# Nicholas Chavez
Nicholas Alexander Chavez (Houston, 6 settembre 1999) è un attore statunitense, noto per i ruoli di Spencer Cassadine in General Hospital e di Lyle Menéndez in Monsters - La storia di Lyle ed Erik Menendez.

## Biografia
Chavez inizia la sua carriera nel 2021 entrando nel cast principale della soap opera General Hospital dove interpreta il ruolo di Spencer Cassadine, fino al 2024.
Per questo ruolo ha vinto il favorite newcomer al Soap Hub Awards 2021, ha ricevuto il Daytime Emmy Award come miglior giovane interprete in una serie drammatica 2022 e l'anno seguente ha ottenuto una nomination come miglior attore non protagonista in una serie drammatica al Daytime Emmy Award.
Nel 2022 è nel cast principale del film Crushed distribuito sulla piattaforma streaming statunitense Tubi.
Nel 2024 interpreta l'assassino Lyle Menéndez nella serie Monsters, ideata da Ryan Murphy e Ian Brennan ed il ruolo di Padre Charlie Mayhew nella serie Grotesquerie.

## Filmografia

### Cinema
- So cosa hai fatto (I Know What You Did Last Summer), regia di Jennifer Robinson (2025)

### Televisione
- General Hospital  – soap opera, 358 episodi (2021-2024)
- Crushed, regia di Niki Koss - film TV (2022)
- Monster - La storia di Lyle ed Erik Menendez (Monsters: The Lyle and Erik Menendez Story) – miniserie TV, 8 puntate (2024)
- Grotesquerie – serie TV, 10 episodi (2024)

## Teatro
- Camino Real di Tennessee Williams, regia di Dustin Wills, con Pamela Anderson. Williamstown Theatre Festival di Williamstown (2025)[9]

## Doppiatori italiani
Nelle versioni in italiano delle opere in cui ha recitato, Nicholas Chavez è stato doppiato da:
- Manuel Meli in Monsters - La storia di Lyle ed Erik Menendez
- Riccardo Suarez in Grotesquerie